# Artur Lundkvist
Nils Artur Lundkvist, né le 3 mars 1906 à Oderljunga, en Scanie (Suède), mort le 11 décembre 1991 à Solna, est un homme de lettres, poète et traducteur suédois, considéré comme un des poètes « modernistes » les plus importants de la Suède. 

## Biographie
Artur Lundkvist, fils de paysan, commence très tôt à écrire poèmes et nouvelles. En 1926, il se rend à Stockholm, où il s'installe. Il consacre, dès lors, toute son existence à la littérature, et à partir de 1933, aux voyages à travers le monde.
Au début des années 1930, il est l'instigateur d'un manifeste qui fait beaucoup de bruit, « 5 Unga » (cinq jeunes), publié avec Erik Asklund (1908-1980), Josef Kjellgren (1907-1948), Harry Martinson (1904-1978) et Gustav Sandgren (1904-1983), pour exprimer la révolte de cinq jeunes écrivains contre ce qu'ils considèrent comme une littérature bourgeoise et décadente.
Son œuvre est marquée par ses engagements successifs dans des mouvements littéraires, le primitivisme d'abord, puis le surréalisme, dont il est l'un des plus importants représentants suédois.
En 1936, Artur Lundkvist publie un court article de quatre pages, intitulé « Une nouvelle anabase » (qu'il reproduira  en 1939 dans le recueil Le Vol d’Icare), consacré à Saint-John Perse et plus particulièrement à son poème Anabase, conçu comme une « première introduction » à l’œuvre du poète français pour le public scandinave. Dans le recueil, il publie une traduction du poème en suédois. 
Élu à l'Académie suédoise en 1968, il y succède à Gunnar Ekelöf. Auteur d'une œuvre abondante (une centaine d'ouvrages), Lundkvist a publié en 1966 une autobiographie intitulée Autoportrait d'un rêveur aux yeux ouverts, dans laquelle il s'entretient avec lui-même. 
Il est également le traducteur de nombreux poètes, dont Pablo Neruda, Federico García Lorca et Octavio Paz.
En 1957, il reçoit le Prix Lénine pour la paix.
En 1983, il reçoit la Médaille d'or du mérite des beaux-arts par le Ministère de l'Éducation, de la Culture et des Sports.

## Publications en français
- Feu contre feu : poèmes (trad. Jean-Clarence Lambert), éditions Falaize, Paris, 1958 (réédition Éditions La Différence, 1991)
- Agadir (trad. Aasa Scherdin-Lambert), éditions Seghers, Paris, 1963
- Plainte pour Pablo Neruda, suivi de Belial (trad. Jacques Robnard), éditions Galilée, Paris, 1984.